# 独山港镇
独山港镇是中华人民共和国浙江省嘉兴市平湖市下辖的一个镇。拥有一个省级经济开发区——浙江独山港经济开发区。

## 行政区划
独山港镇下辖以下村级行政区划单位：
黄姑镇社区、全塘镇社区、白沙湾渔业社区、小营头村、秀平桥村、陆沼村、虎啸桥村、运港村、聚福村、渡船桥村、海塘村、周圩村、新港村、赵家桥村、丰荡村、韩庙村、横塘港村、星华村、优胜村、前进村、建中村、穗轮村、金沙村、金桥村和三八村。